# The Uffe Holm Show
|  | Sammenskrivningsforslag Artiklen The Uffe Holm Show er foreslået føjet ind i Uffe Holm. (Siden marts 2019) Diskutér forslaget |

The Uffe Holm Show er et one-man show med stand-up komikeren Uffe Holm. Showet blev fremført første gang i 2003 på Comedy Zoo i København og er hans første onemanshow. I introen til showet er Uffe Holm til grillfest med nogle andre komikere, deriblandt Mick Øgendahl, Jonathan Spang og Geo. Showet blev indspillet på DVD i efteråret samme år.
Efterfølgende har Uffe Holm lavet 5 shows:
- The Uffe Holm Show 2 (2005)
- Uffe Holms Flashback (2007)
- The Uffe Holm Show 3 (2009)
- Uforbedelig? (2011)
- The Uffe Holm Show 4 (2014)